# Tour de Nesle

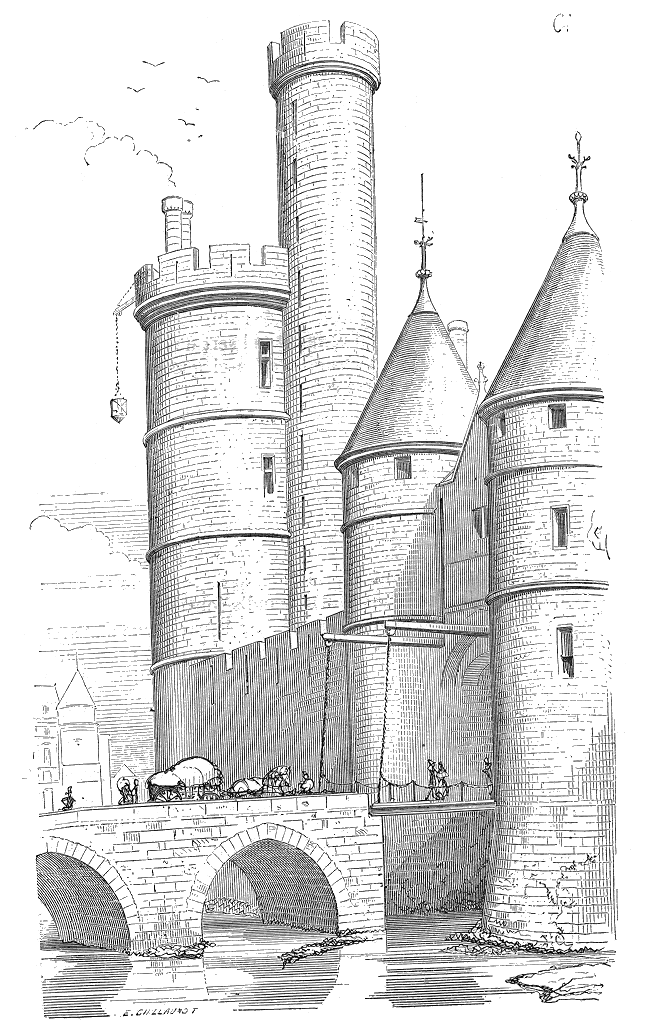
Tour de Nesle, Zeichnung von Eugène Viollet-le-Duc

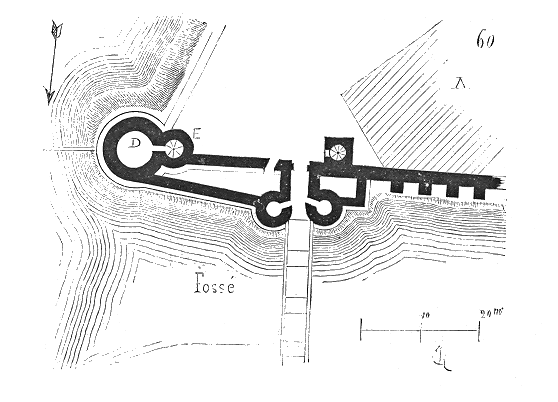
Plan des Tour de Nesle

Die Tour de Nesle (franz., dt. Nesleturm, auch Nigellaturm, frz. auch: Tour de Neelles, Tour de Nesles oder Tour Nelle, lat. Tornella Nigellae) war einer der vier mächtigen Ecktürme der Pariser Stadtbefestigung aus dem 13. Jahrhundert. Sie wurde um 1200 unter der Regentschaft Philipps II. August als westlichster Punkt der Stadtmauer am linken Seineufer gegenüber der Tour du Coin erbaut und 1210 erstmals als Tornelle de Philippe Hamelin erwähnt (altfranzösisch tornelle = frz. tourelle = dt. kleiner Turm, latein. tornella Philippi Hamelini supra Sequanam, dt. Philippe-Hamelin-Turm an der Seine), benannt nach dem damaligen Propst der Stadt Paris.

## Beschreibung
Der Turm war massiv gebaut, hatte einen Durchmesser von etwa 9 bis 10 Meter, eine Höhe von etwa 25 Meter (inklusive seines Treppenturms), besaß 3 ½ Stockwerke zusätzlich der Dachplattform und einen den Hauptturm um mehrere Meter überragenden Treppenturm. Er diente als Verteidigungs- und Beobachtungsturm, hatte aber zusätzlich eine damals wichtige Funktion: Eine starke Eisenkette reichte von ihm aus über die Seine zum ähnlich aussehenden Eckturm (Tour du Coin, später Tour du Louvre), zum Schutz der Stadt vor Eindringlingen per Schiff. Eine weitere Sperranlage ähnlicher Bauart befand sich im Osten der Stadt zwischen der Tour Barbeau auf der Rive Droite und der Tour Saint-Bernard auf der Rive Gauche, die später durch das Chateau de la tournelle ersetzt wurde. 
Um 1330 erhielt der Wehrturm den Namen Tour de Nesle nach dem benachbarten Herrenhaus Hôtel de Nesle, erbaut durch den Herrn von Nesle, das mit dem Turm über eine Mauer verbunden war. Ein Stadttor namens Porte de Nesle wurde im 16. Jahrhundert nahe dem Turm in die Stadtmauer eingebaut, eine Brücke führte über den Befestigungsgraben.
Bereits unter Karl VII. war der Turm in einem desolaten Zustand und wegen der Stadterweiterung auch kein Teil der Stadtbefestigung mehr. Die Schießscharten waren längst zu Fenstern erweitert, Sträucher hatten sich auf seiner Dachplattform angesiedelt. Im 16. Jahrhundert erschien er als schwärzliches Relikt gegenüber dem auf der rechten Seineseite errichteten neuen Louvreflügel. Er wurde oft an privat zu diversen Zwecken vermietet. Da er bereits um 1660 auf Befehl Kardinal Mazarins dem Bau des Collège des Quatre Nations (heute: Institut de France) weichen musste, das unter anderem die Bibliothèque Mazarine aufnahm, ist der Turm nur noch von zeitgenössischen Abbildungen (von Jacques Callot, aus dem Atelier der Familie Perelle und von Israël Silvestre) bekannt.
1308 kaufte der französische König Philipp IV. der Schöne (* 1268; † 1314) das Hôtel de Nesle von Amaury de Nesle, dessen Sohn Philipp V. schenkte es 1319 seiner Ehefrau Johanna von Burgund, die es in ihrem Testament aus dem Jahr 1325 zum Verkauf bestimmte, um das Geld dem Collège de Bourgogne, einem Teil der Universität Paris, zukommen zu lassen.

## Der Skandal um den Tour de Nesle

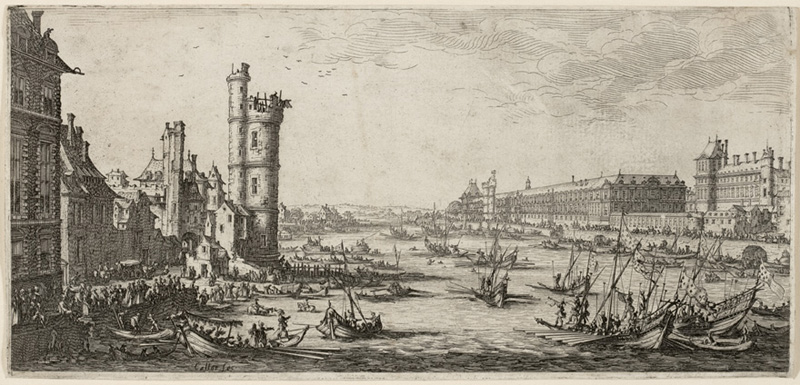
Tour de Nesle um 1630, gegenüber der Louvre, von Jacques Callot

Die Tour de Nesle spielt die namengebende Rolle in einem Ehebruchsdrama aus dem Jahr 1314, von dem die Kapetinger, die königliche Familie Frankreichs, im Innersten betroffen waren. Die Auseinandersetzung führte zum Wechsel auf die Dynastie der Valois, was wiederum die Thronansprüche des englischen Königs Eduard III. und damit den Hundertjährigen Krieg auslöste.
König Philipp IV. von Frankreich hatte vier Söhne:
- Ludwig der Zänker (frz. Louis X le Hutin) (* 1289; † 1316), der 1314 als Ludwig X. sein Nachfolger wurde,
- Philipp der Lange (frz. Philippe V le Long) (* 1291; † 1322), der 1316 als Philipp V. den Thron bestieg;
- Karl von La Marche (frz. Charles IV le Bel) (* 1295; † 1328) der 1322 als Karl IV. König von Frankreich wurde.
- Robert (* 1297; † 1308); er starb noch während der Regentschaft seines Vaters.

Ludwig heiratete im Jahr 1305 Margarete von Burgund (* 1290), eine Tochter des Herzogs Robert II. von Burgund und der Agnes von Frankreich, die wiederum eine Tochter König Ludwigs IX. war. Philipp heiratete 1307 Johanna von Burgund (* wohl 1291), eine Tochter des Pfalzgrafen Otto IV. von Burgund und der Mathilde von Artois, der Erbtochter des Grafen Robert II. Karl schließlich heiratete 1306 oder 1307 Blanka von Burgund (* 1295), eine Schwester Johannas.
Zwei der drei Prinzessinnen, Margarete und Blanka, waren die Hauptakteure des Dramas, die dritte, Johanna, eine Mitwisserin. Sie wurden im Frühjahr 1314 des Ehebruchs mit den Rittern Philippe und Gautier d'Aunay beschuldigt und Johanna der Komplizenschaft. Sie wurden angeblich in flagranti mit ihren Liebhabern entdeckt; die Brüder gestanden unter der Folter, dass die Beziehungen bereits seit drei Jahren bestünden. Die Treffen zwischen Gautier und Margarete sowie Blanka und Philippe sollen im Tour de Nesle oder wohl eher im Hôtel de Nesle stattgefunden haben.
An der Entdeckung des Ehebruchs war Isabella von Frankreich (* 1295; † 1358), jüngere Schwester der drei Könige und selbst seit 1307 als Ehefrau Eduards II. Königin von England – von den Engländern die Wölfin von Frankreich genannt – beteiligt. Eine zeitgenössische Chronik berichtet: „Die Königin Isabella von England, Tochter Philipps des Schönen, hatte zwei sehr schöne Börsen. Die eine verschenkte sie an die Frau Ludwigs des Zänkers, die andere an die Frau Karls von La Marche. Sie war sehr erstaunt, beide Börsen einige Zeit danach an den Gürteln der beiden Kavaliere zu sehen. Sie schwieg, berichtete die Tatsache aber dem König, ihrem Vater, der seine Schwiegertöchter überwachen ließ.“ Wenig später befahl der König die Verhaftung der Beschuldigten.
Philippe und Gautier d’Aunay wurden am 19. April 1314 hingerichtet, indem ihnen auf dem Marktplatz von Pontoise bei lebendigem Leib die Haut abgezogen wurde, danach wurden sie kastriert, enthauptet und schließlich am Galgen zur Schau gestellt. Margarete und Blanka wurden nach Château Gaillard gebracht und dort eingekerkert. Johanna, die alles abstritt und nicht der Mittäterschaft, sondern nur der Mitwisserschaft beschuldigt wurde, wurde in das Kastell von Dourdan gebracht. Der Intervention ihrer Mutter Mathilde von Artois ist es zu verdanken, dass sie später begnadigt wurde und den Platz an der Seite ihres Mannes wieder einnehmen konnte (und ihm 1316 noch einen Sohn gebar). Wenig nachvollziehbar allerdings ist, dass ihr Mann ihr 1319 ausgerechnet das Hôtel de Nesle zum Geschenk machte.
Philipp IV. starb im November des gleichen Jahres, Ludwig bestieg als Ludwig X. den Thron, und Margarete war formal Königin – allerdings nur für ein paar Monate. Am 30. April 1315 wurde sie im Gefängnis tot aufgefunden; nach einer Überlieferung sei sie auf Befehl ihres Ehemanns mit Hilfe ihrer eigenen Haare erdrosselt worden. Noch im August 1315 heiratete der König in Paris ein zweites Mal.
Karl hingegen forderte die Lösung seiner Ehe, Papst Clemens V. lehnte ab, da Ehebruch kein Scheidungsgrund war. Eine Annullierung kam zudem nicht in Frage, da das Paar eine Tochter hatte, und der Vollzug der Ehe somit offensichtlich war.
Blanka hielt sich noch im Château Gaillard auf, als ihr Mann Anfang 1322 König und sie somit Königin wurde, was ein Grund mehr war, ihre Freilassung zu untersagen. Als Karl aber in einem weiteren Versuch doch noch beim Papst Johannes XXII. die Scheidung durchsetzte, die am 19. Mai 1322 ausgesprochen wurde, wurde Blanka aus dem Gefängnis geholt und ihr gestattet, sich ins Kloster Maubuisson zurückzuziehen, wo sie 1326 starb.
Einer Legende zufolge soll eine französische Königin des 14. Jahrhunderts den Turm als Liebesnest genutzt haben, darin dann ihre Liebhaber ermordet und in einem Sack in die Seine geworfen haben bzw. sie dazu veranlasst, vom Turm zu springen und zu ertrinken.

## Literarische Aufarbeitung
Das Drama lieferte den Stoff für das Theaterstück La Tour de Nesle von Alexandre Dumas aus dem Jahr 1832 sowie für den historischen Roman Les rois maudits (deutsch Die unseligen Könige 1960) des französischen Romanciers Maurice Druon.
1955 drehte der französische Regisseur Abel Gance den Film „La Tour de Nèsle“ mit Pierre Brasseur, Michel Bouquet und Silvana Pampanini.